# 大谷光瑞
大谷光瑞（日语：／ Ōtani Kōzui，1876年12月27日—1948年10月5日），日本僧人、探险家，净土真宗西本愿寺派第22代當主（1903年至1914年在位），法号镜如，伯爵。其父是本愿寺第21代法主本愿寺明如，幼名峻麿。
1902年开始率领探险队在中国新疆活动（1902年大谷探險），次年因父亲去世回国继位，其后又三次前往新疆探险。他在吐鲁番地带搜集的木乃伊等在旅顺博物馆收藏。作为本愿寺家主，他积极推进教团的现代化，致力于日本在海外的传教活动。在日俄战争中，本愿寺家派出了大量的隨軍法師。1913年，他会见了孙中山，在其推荐下出任中华民国政府顾问。
1914年，因为教团的巨额债务问题而被迫退位，此后隐居大连。在太平洋战争中，他出任近衞文麿内阁参议。战后患上膀胱癌，直到1947年才被允许回国，次年病逝于大分縣别府市。
大谷光瑞和斯文·赫定、阿尔伯特·冯·勒柯克等人同为英國皇家地理學會成员，其藏品在中亚研究中具有很高的史料价值。